# Деревянные церкви Карпатского региона на территории Польши и Украины
Деревянные церкви карпатского региона Польши и Украины — группа исторически ценных уникальных деревянных церквей, которые 21 июня 2013 года на 37-й сессии Комитета всемирного наследия ЮНЕСКО, проходившей в Камбодже, были занесены в Список всемирного наследия ЮНЕСКО. В список внесены 16 украинских церквей — 8 из которых расположены в Польше и 8 на Украине. Церкви представляют следующие типы архитектуры: гуцульский (Украина), галицкий (четыре на Украине и две на территории Польши), бойковский (две на Украине и одна в Польше) и лемковский (все пять на территории Польши).
| Изображение | Церковь                        | Населенный пункт | Регион                 |
| ----------- | ------------------------------ | ---------------- | ---------------------- |
|             | Св. Параскевы                  | Радруж           | Подкарпатское в.       |
|             | Рождества Пресвятой Богородицы | Хотынец          | Подкарпатское в.       |
|             | Архангела Михаила              | Смольник         | Подкарпатское в.       |
|             | Архангела Михаила              | Тужаньск         | Подкарпатское в.       |
|             | Св. Иакова                     | Поврожник        | Малопольское в.        |
|             | Покрова Пресвятой Богородицы   | Овчары           | Малопольское в.        |
|             | Св. Параскевы                  | Квятонь          | Малопольское в.        |
|             | Архангела Михаила              | Брунары          | Малопольское в.        |
|             | Св. Духа                       | Потелич          | Львовская обл.         |
|             | Собора Пресвятой Богородицы    | Матков           | Львовская обл.         |
|             | Святой Троицы                  | Жовква           | Львовская обл.         |
|             | Св. Юра                        | Дрогобыч         | Львовская обл.         |
|             | Св. Духа                       | Рогатин          | Ивано-Франковская обл. |
|             | Рождества Пресвятой Богородицы | Нижний Вербиж    | Ивано-Франковская обл. |
|             | Вознесения Господня            | Ясиня            | Закарпатская обл.      |
|             | Архангела Михаила              | Ужок             | Закарпатская обл.      |